# Pugno chiuso di Tommie Smith e John Carlos

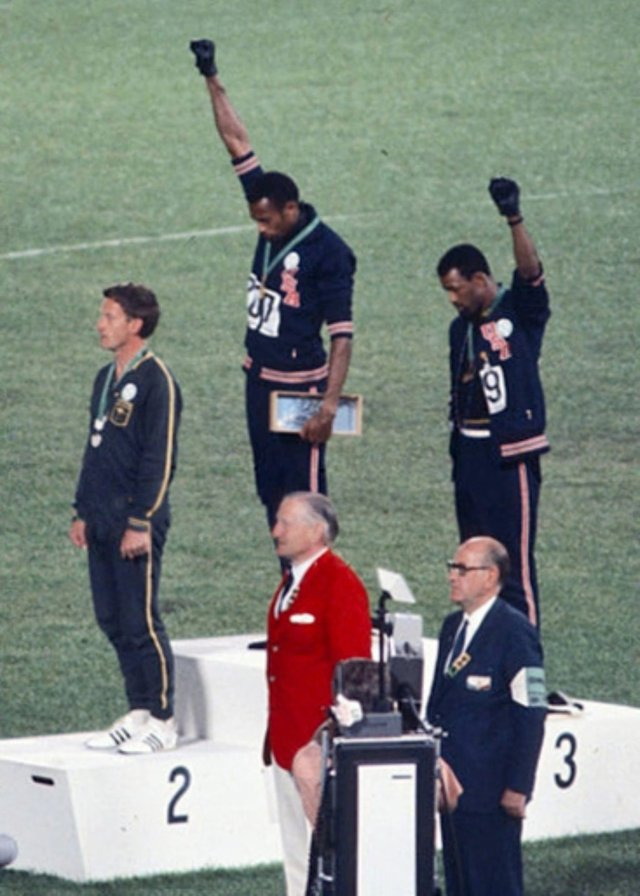
La famosa fotografia che documenta il gesto di Tommie Smith e John Carlos venne scattata da John Dominis.

Il pugno chiuso di Tommie Smith e John Carlos rappresenta una delle pagine più apertamente politiche della storia delle Olimpiadi.
Il 16 ottobre 1968, dopo essere saliti sul podio per la premiazione dei 200 metri piani durante le Olimpiadi di Città del Messico, gli atleti afroamericani Tommie Smith e John Carlos, rispettivamente primo e terzo classificato, fecero il gesto del pugno chiuso con un guanto nero, simbolo del Potere nero, quando venne suonato l'inno statunitense. I due corridori, così come il secondo classificato Peter Norman, portavano spille con i simboli dei diritti umani.

## Storia

### La premiazione
Il mattino del 16 ottobre 1968 vennero disputati i 200 metri piani maschili alle Olimpiadi messicane. La gara venne vinta dallo statunitense Tommie Smith, che terminò la corsa nel tempo di 19"83, nuovo record mondiale. Al secondo e terzo posto arrivarono rispettivamente l'australiano Peter Norman (20"06) e lo statunitense John Carlos (20"10). Dopo essere saliti sul podio, gli atleti ricevettero le medaglie da David Burghley. Smith indossava una sciarpa nera, simbolo dell'orgoglio nero, mentre Carlos aveva la tuta aperta per mostrare solidarietà verso i colletti blu e portava una collana di perline che, stando alle sue parole, era un omaggio rivolto a «quelli che sono stati linciati o uccisi e ai quali nessuno ha dedicato una preghiera, così come a quelli che sono stati impiccati e incatramati o fatti affogare nel passaggio di mezzo.» Entrambi salirono sul podio senza scarpe in modo da mostrare le loro calze nere, simboleggianti la povertà dei neri. Tutti e tre i vincitori avevano deciso di portare, su proposta di Norman, anche lui sostenitore dei diritti degli afroamericani oltre che avverso agli ideali dell'Australia bianca, i loghi dell'Olympic Project for Human Rights (OPHR). Risulta che il gesto di Smith e Carlos sia ispirato alle polemiche di Harry Edwards, sociologo fondatore dell'OPHR che aveva esortato gli atleti neri a boicottare i Giochi.
I due atleti afroamericani avrebbero voluto indossare i guanti neri su entrambe le mani, ma Carlos dimenticò i suoi nel villaggio olimpico. Norman suggerì a Carlos di portare il guanto sinistro di Smith. Fu per questo motivo che Carlos alzò la mano sinistra anziché la destra come prevede il saluto del Potere nero. Quando venne suonato l'inno statunitense, i due alzarono il braccio con la mano guantata e chinando il capo. Quando lasciarono il podio, vennero fischiati dalle tribune.
Smith affermò poi: «se io vinco mi considerano un americano, non un afroamericano. Ma se facessi qualcosa di male allora mi darebbero del "negro". Siamo neri e siamo orgogliosi di esserlo (...) L'America nera capirà quello che abbiamo fatto stasera». Smith dichiarerà negli anni seguenti che, all'epoca, lui e gli altri afroamericani erano «preoccupati per la carenza di assistenti allenatori neri. Su come Muhammad Ali fosse stato privato del suo titolo. Sulla mancanza di accesso a un buon alloggio e sul fatto che i nostri figli non potessero frequentare le migliori università.» Queste affermazioni sono contraddette nella sua autobiografia del 2007 Silent Gesture, nella quale si afferma che non voleva omaggiare il Potere nero, bensì mostrare il proprio sostegno verso i diritti umani.

### Conseguenze

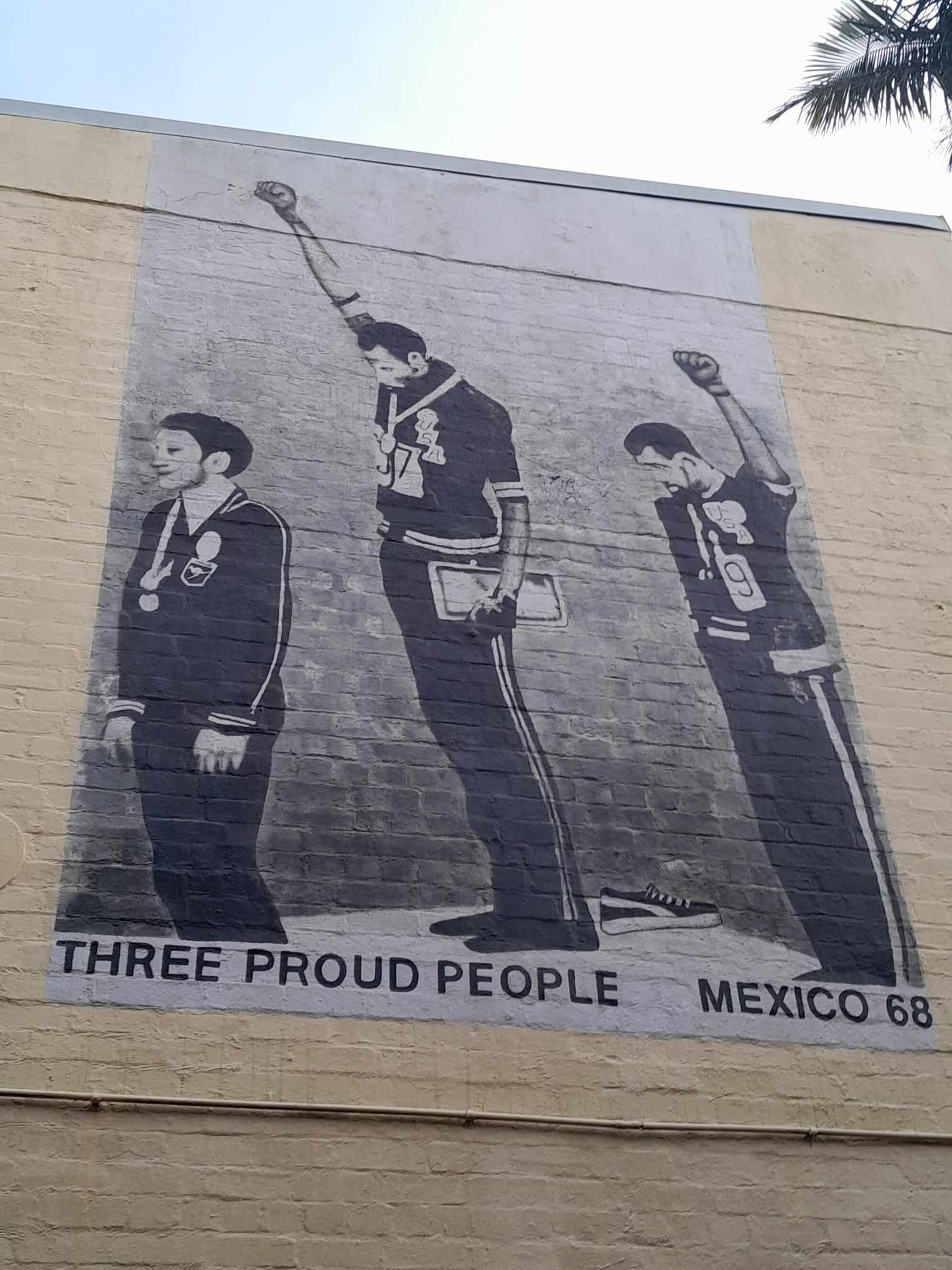
Murale a Sydney dedicato a Carlos, Smith e Norman

Smith e Carlos furono pesantemente criticati per la loro iniziativa e vennero ostracizzati dall'establishment sportivo americano. Secondo Avery Brundage, controverso presidente del Comitato Olimpico Internazionale, il gesto fu una dichiarazione politica interna inadatta nell'ambito apolitico e internazionale che i Giochi olimpici erano destinati a essere. Brundage ordinò che Smith e Carlos fossero sospesi dalla squadra degli Stati Uniti e banditi dal villaggio olimpico. Quando il Comitato olimpico degli Stati Uniti si rifiutò, Brundage minacciò di bandire l'intera squadra di atletica. Proprio per questo, i due atleti vennero espulsi dai Giochi. Tuttavia, contrariamente a quanto si tende a credere, il Comitato non fece ritirare le medaglie di Smith e Carlos. Un portavoce del Comitato dichiarò che quella di Smith e Carlos fu una «violazione deliberata e violenta dei principi fondamentali dello spirito olimpico.»
Il 25 ottobre del 1968, Time riportò che «se motto olimpico è "Più veloce, più in alto, più forte" (Faster, Higher, Stronger), quello che meglio descrive quanto accaduto l'altra settimana è invece "Più arrabbiato, più cattivo e più brutto" (Angrier, nastier, uglier).» Il giornalista del Chicago American Brent Musburger bollò Smith e Carlos come «una coppia di assaltatori ignobile, puerile e priva di immaginazione».
Secondo le testimonianze, i due atleti e i loro familiari subirono abusi e minacce di morte. Non vennero risparmiate polemiche nemmeno a Norman, che fu bersagliato dai conservatori australiani e non poté partecipare alla seguente edizione dei Giochi del 1972.
Al funerale di Norman nel 2006, Smith e Carlos portarono la sua bara in riconoscimento della solidarietà che aveva loro mostrato 38 anni prima.
Nel 2008, i due sportivi ricevettero l'Arthur Ashe Courage Award agli ESPY per il loro gesto.

## Nella cultura di massa

### Cinema
Sono stati diretti alcuni documentari dedicati al fatto. Pellicole di questo tipo sono, ad esempio, Il saluto di Matt Norman (nipote di Peter) e Black Power Salute di Geoff Small, entrambi usciti nel 2008.

### Musica
In ambito musicale, il gesto di Smith e Carlos ispirò il simbolo della mano nera chiusa utilizzato dalla subcultura britannica Northern soul. Tra gli artisti in qualche modo ispirati dall'evento vi sono i Rage Against the Machine, che omaggiarono i corridori nella copertina del loro singolo Testify (2000) e Kendrick Lamar, che fece lo stesso nella cover del suo HiiiPower (2011). Tra i diversi artisti che hanno citato l'evento nei loro videoclip vi sono i Public Enemy (Fight the Power, 1989), A Tribe Called Quest (The Space Program, 2016) e Jay-Z (The Story of O.J., 2017).

### Urbanistica
Ai due atleti sono stati dedicati monumenti e murali nelle città di Oakland, Washington, San Jose, Melbourne e Sydney.